# Kegelschip

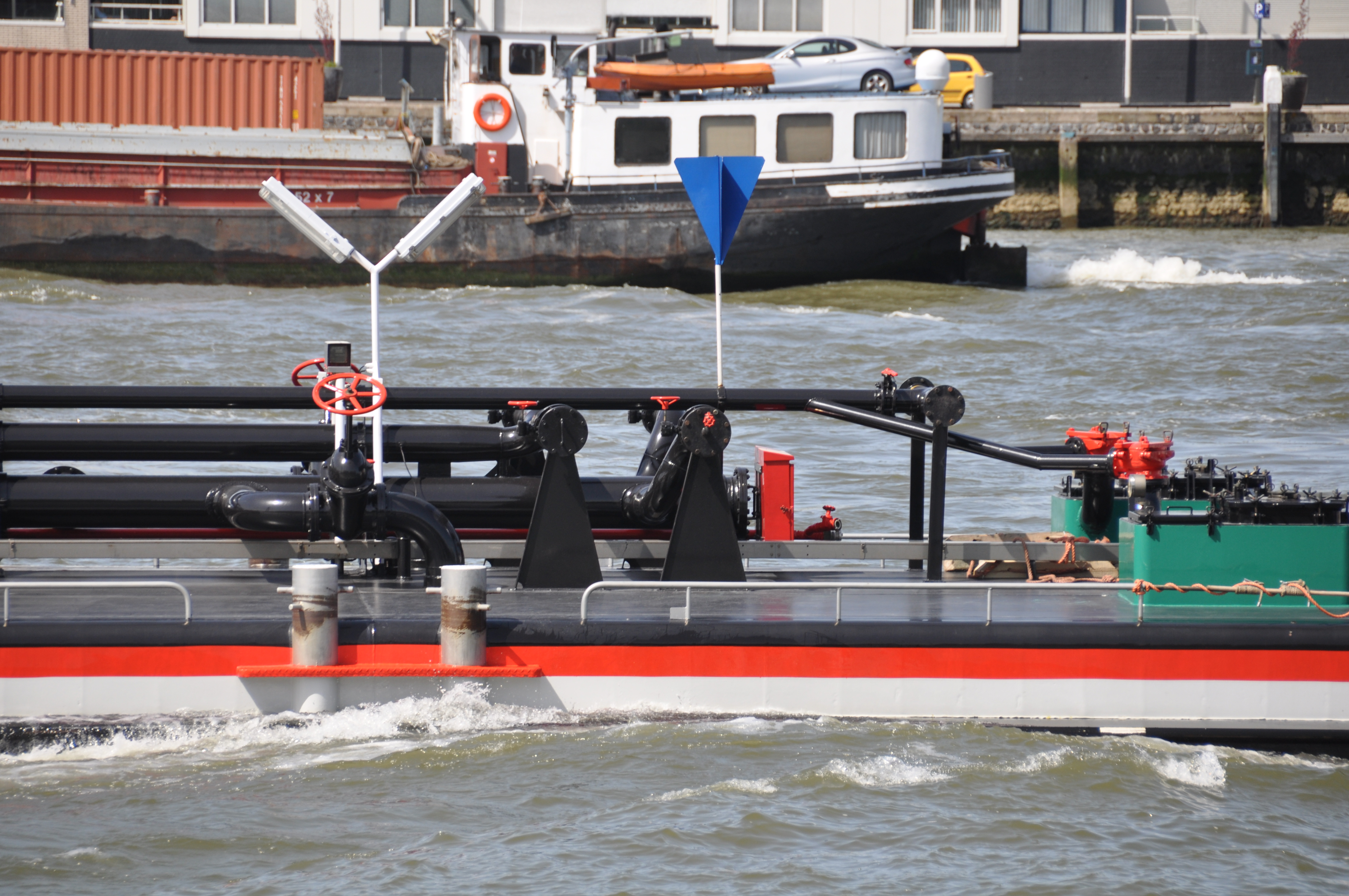
De Waalstroom met één kegel

Een kegelschip is een schip in de Europese binnenvaart dat gevaarlijke of schadelijke stoffen aan boord heeft en daarom volgens wettelijk voorschrift één tot drie blauwe kegels moet voeren, of 's nachts blauwe lichten.

## Het aantal kegels
Het gaat om schepen voor het vervoer van:
- Brandbare stoffen: één kegel.
- Voor de gezondheid schadelijke stoffen: twee kegels in een verticale lijn, met een onderlinge afstand van ongeveer een meter.
- Bepaalde ontplofbare stoffen: drie kegels in een verticale lijn, met een onderlinge afstand van ongeveer een meter.

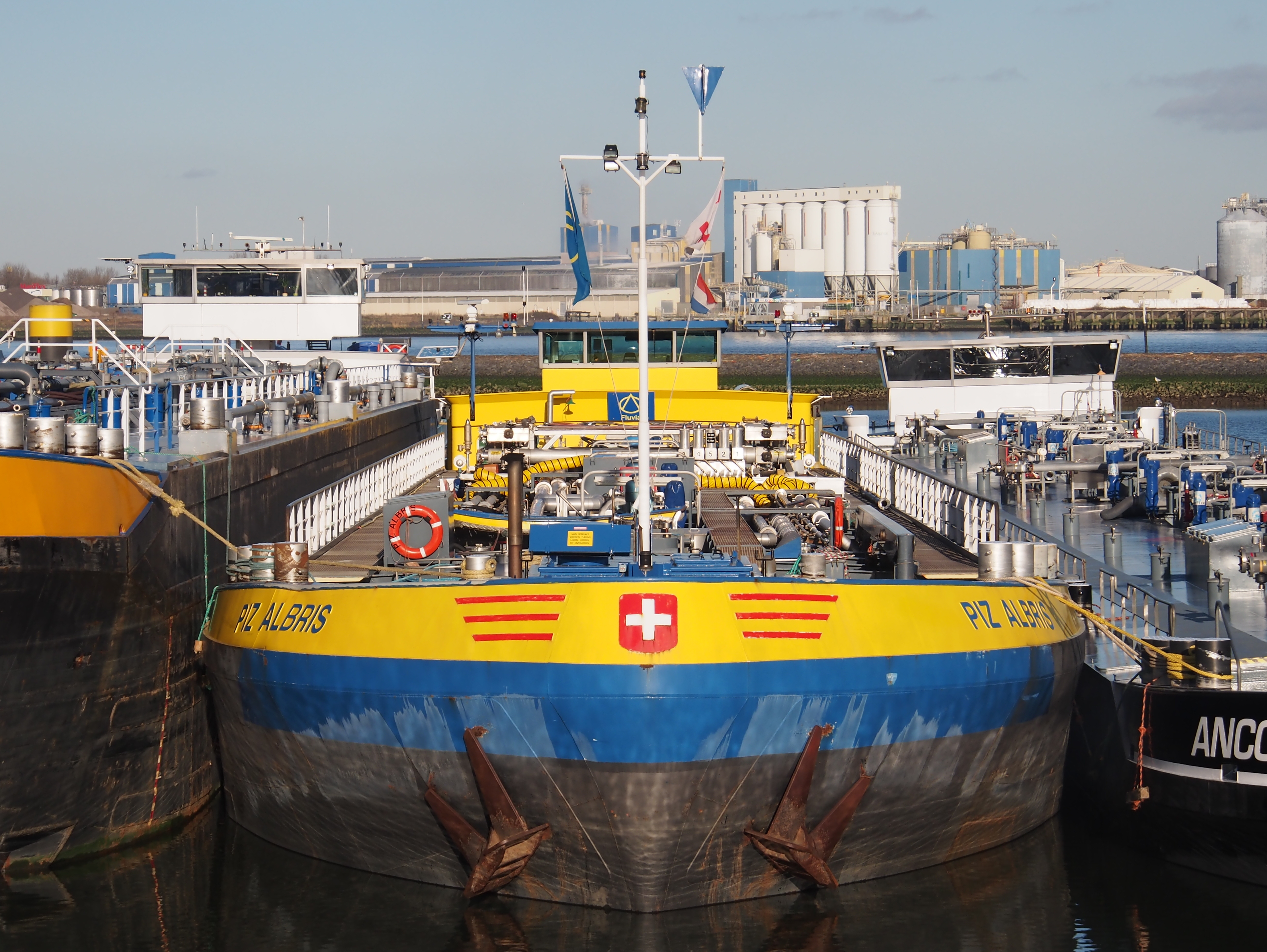
De Piz Albris met één kegel

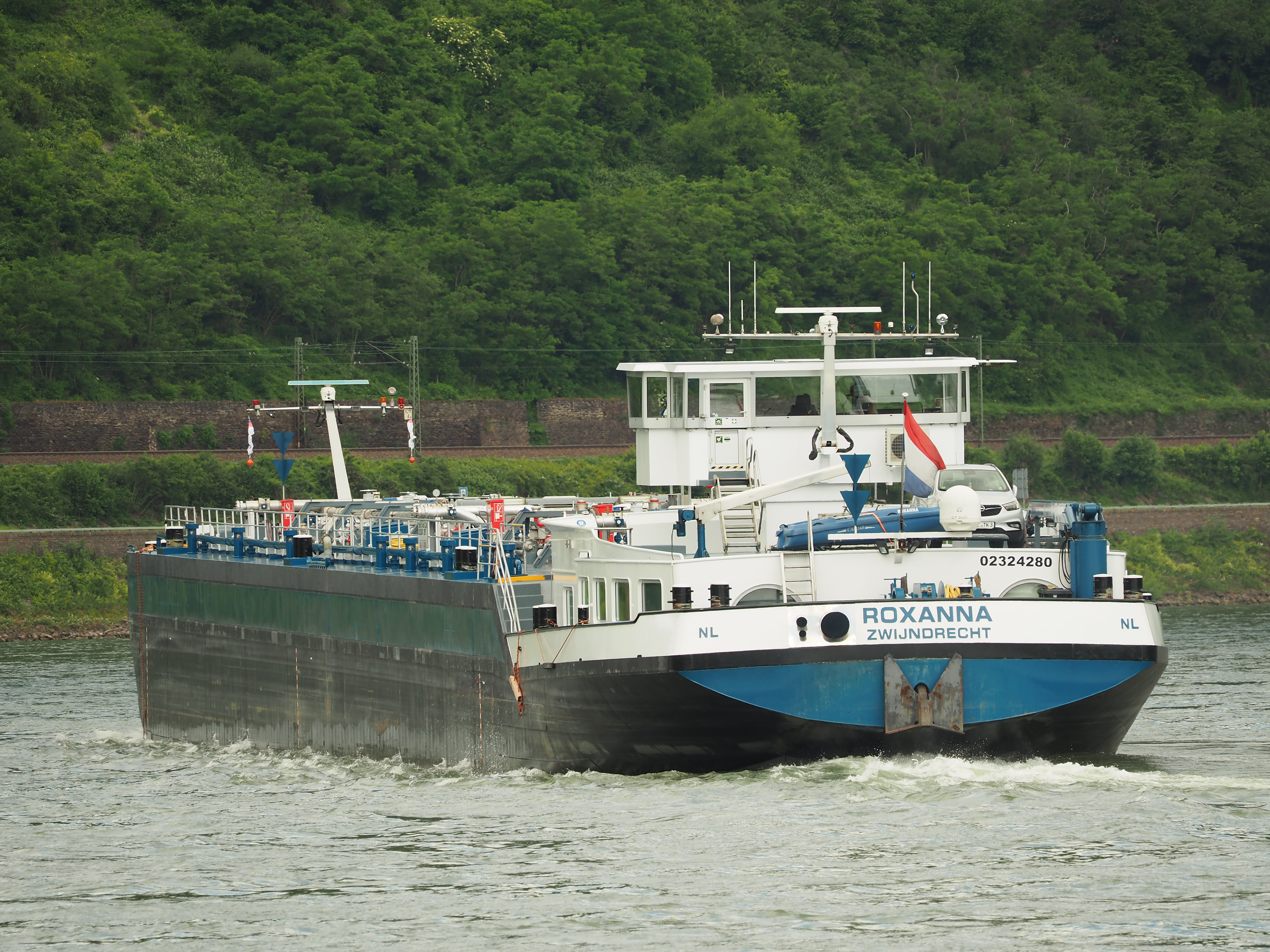
De Roxanna met twee kegels

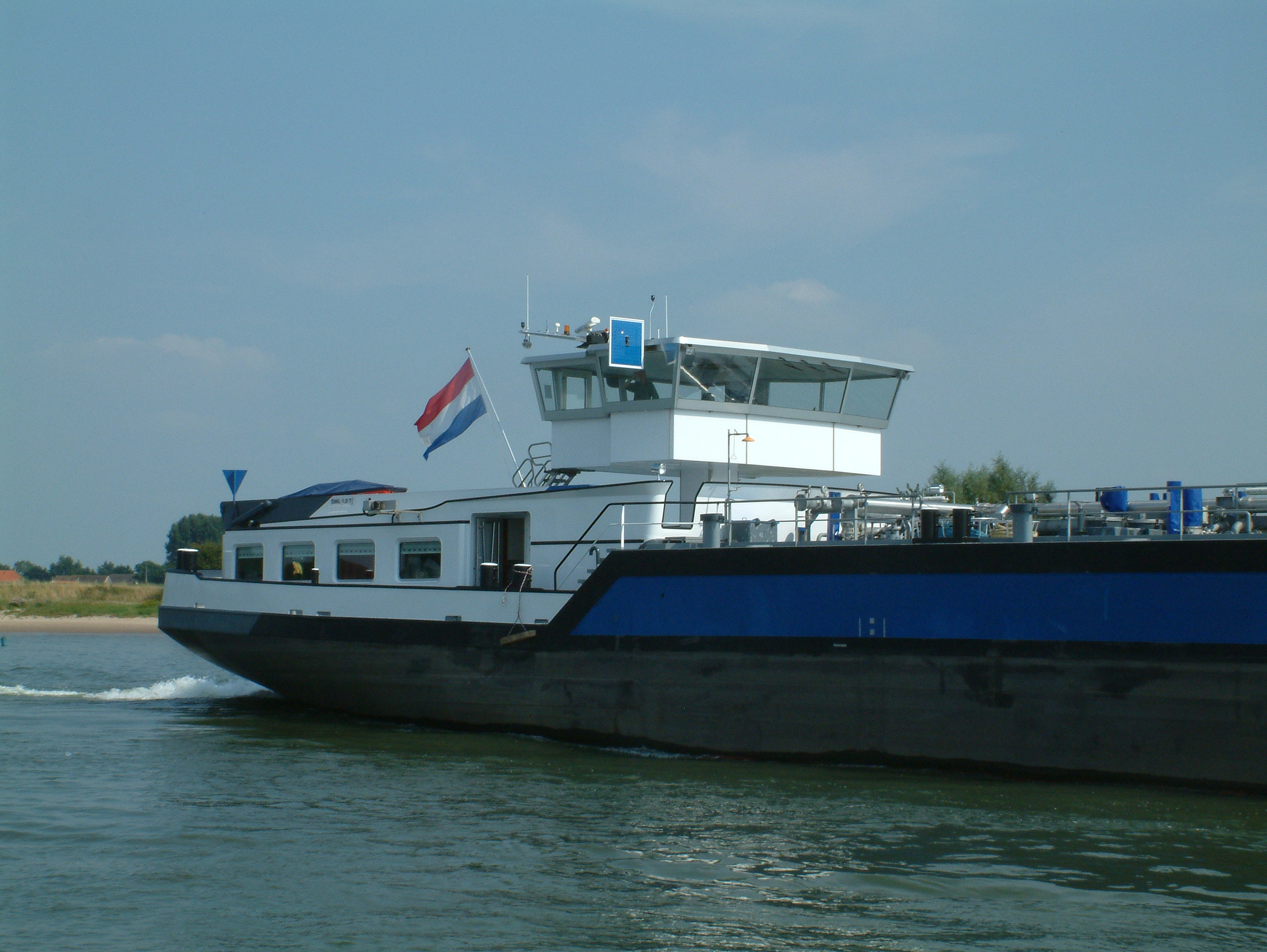
De Beveland met één kegel en met het blauwe bord

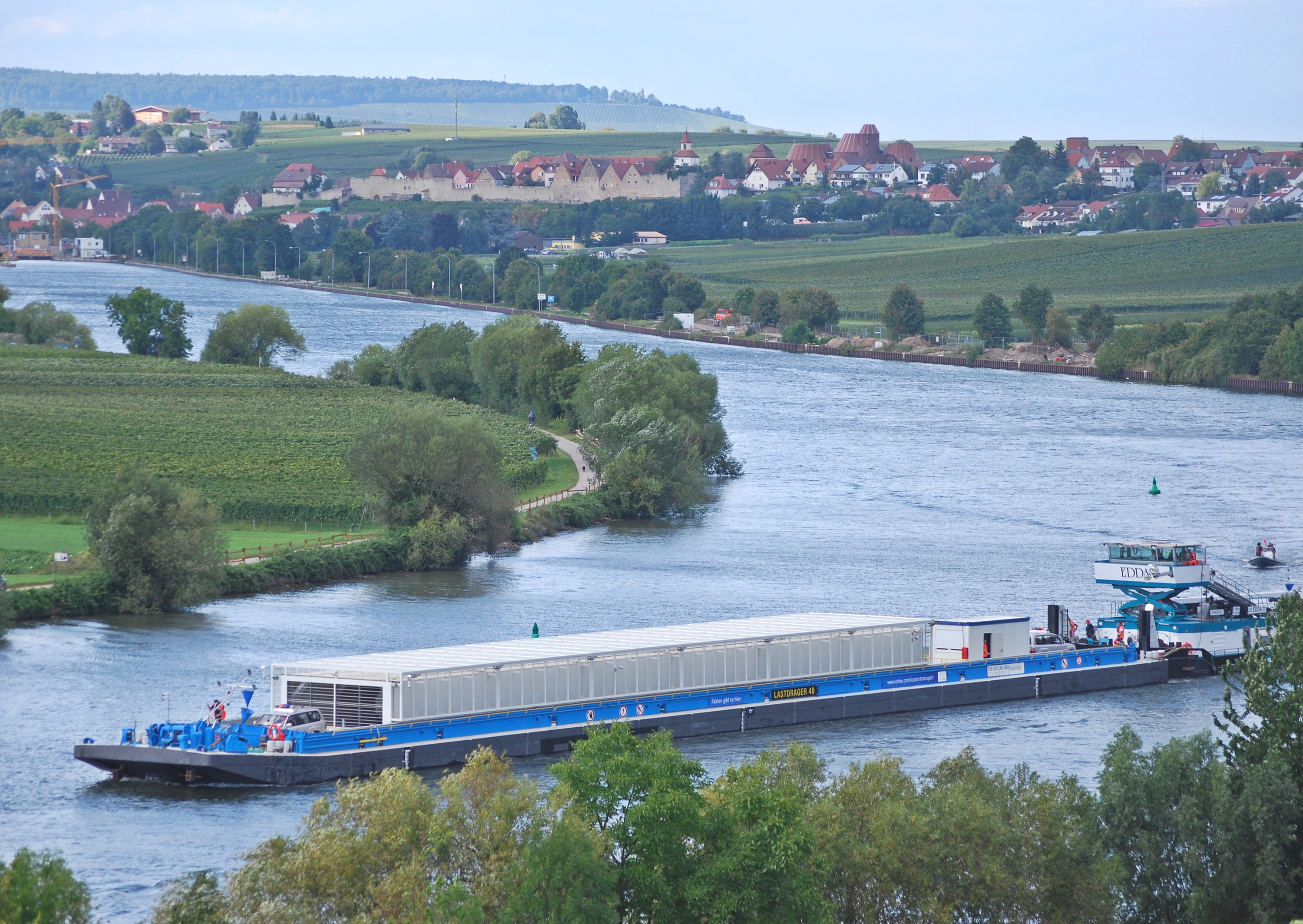
2017: de duwboot Edda en de duwbak voeren kegels. Ze zijn op weg met afval van kerncentrale Obrigheim naar kerncentrale Neckarwestheim.

## Zichtbaarheid
De kegels moeten met de punt naar beneden worden gevoerd, op een geschikte plaats en op een zodanige hoogte dat ze van alle zijden zichtbaar zijn. 's Nachts moeten deze schepen blauwe navigatielichten voeren, net zoveel als het aantal kegels overdag. In plaats van dergelijke hooggeplaatste kegels is het ook toegestaan om zowel op het voor- als op het achterschip kegels te voeren, op een hoogte van ten minste drie meter boven het vlak door de inzinkingsmerken. De hoogte en de diameter van het grondvlak moeten minstens 60 centimeter zijn, waarbij de hoogte van de kegel minstens zo groot is als de diameter.

## Ligplaatsen
Kegelschepen moeten zodanig aangemeerd worden, dat ze snel losgemaakt kunnen worden van de wal. De ligplaatsen worden informeel kegelplaatsen genoemd en moeten op voldoende afstand van bewoning en kwetsbare objecten liggen. In afwijking van onderstaande opsomming mogen schepen tijdens het wachten voor bruggen en sluizen een kleinere afstand tot die kunstwerken aanhouden, maar nooit minder dan 100 meter.
- Schepen met één kegel: 
  - 10 meter van een schip, duwstel of gekoppeld samenstel
  - 100 meter van aaneengesloten woongebieden, kunstwerken of tankopslagplaatsen
- Schepen met twee kegels: 
  - 50 meter van een schip, duwstel of gekoppeld samenstel
  - 100 meter van kunstwerken of tankopslagplaatsen
  - 300 meter van aaneengesloten woongebieden
- Schepen met drie kegels: 
  - 100 meter van een schip, duwstel of gekoppeld samenstel
  - 500 meter van aaneengesloten woongebieden, kunstwerken en tankopslagplaatsen[2]

De ligplaatsen zijn gemarkeerd overeenkomstig het aantal kegels. Een selectie:

Geen kegelschip
1 kegel
2 kegels
3 kegels
Duwstel, 2 kegels
1 kegel, geen duwstel

## Schutregiem
Op de wachtplaats van een sluis en ook in de sluis moeten andere schepen een zijwaartse afstand van ten minste 10 m in acht nemen ten opzichte van een schip of een samenstel met één kegel. Onderling is dat voor schepen met één kegel niet nodig. Een schip of een samenstel met één kegel wordt niet tegelijk met een passagiersschip geschut.
Een schip of samenstel dat twee of drie kegels voert, wordt afzonderlijk geschut. Maar drogeladingschepen die één of twee kegels voeren en uitsluitend zaken zoals containers, grote verpakkingen en dergelijke vervoeren, kunnen wel gelijktijdig, of ook met andere van zulke drogeladingschepen worden geschut. Tussen boeg en hek van deze gelijktijdig geschutte schepen moet een afstand van ten minste tien meter in acht worden genomen.

## Enkele bijzondere bepalingen
- Een schip met een of meer lege, niet gereinigde of ontgaste tanks, moet onder omstandigheden ook kegels voeren.
- Kegelschepen moeten zich bij het binnenvaren van bepaalde rivier- of kanaalgedeelten melden op het aangegeven marifoonblokkanaal, met opgave van het aantal kegels.
- Voor het ligplaatsnemen en overnachten van kegelschepen zijn meerplaatsen aangewezen. Op deze plaatsen mogen uitsluitend kegelschepen afmeren, tenzij andere schepen toestemming hebben gekregen omdat bekend is dat er geen kegelschip in aantocht is. Omgekeerd mag een kegelschip na toestemming van de verkeerspost soms afmeren aan een ligplaats die daar niet speciaal voor bedoeld is.
- Een schip dat stoffen vervoert waarvoor twee kegels voorgeschreven zijn, mag niet in hetzelfde laadruim brandbare stoffen vervoeren waarvoor één kegel verplicht is.
- Sommige stofklassen zijn ingedeeld in compatibiliteitsgroepen, zodat met een tabel is vast te stellen welke groepen samen in een ruim vervoerd mogen worden, mede afhankelijk van beschermende verpakkingen of containers. De meeste combinaties zijn verboden.
- Stoffen en voorwerpen waarvoor drie kegels verplicht zijn, moeten in het schip op minstens twaalf meter van andere lading liggen. Dergelijke stoffen mogen alleen op vooraf bepaalde plaatsen en met schriftelijke toestemming van het plaatselijk gezag geladen en gelost worden, en niet tijdens onweer.
- Kegelplichtige tankschepen mogen geen deel uitmaken van duwstellen die meer dan 195 meter lang of meer dan 24 meter breed zijn.[2]